# Савона (провинция)
Савона (на италиански: Provincia di Savona) е провинция в Италия, в региона Лигурия.
Площта ѝ е 1545 км², а населението – около 286 000 души (2007). Провинцията включва 69 общини, административен център е град Савона.

## Административно деление
Провинцията се състои от 69 общини:
- Савона
- Аласио
- Албенга
- Албизола Супериоре
- Албисола Марина
- Алтаре
- Андора
- Арнаско
- Балестрино
- Бардинето
- Берджеджи
- Бойсано
- Боргето Санто Спирито
- Борджо Вереци
- Бормида
- Вадо Лигуре
- Вараце
- Вендоне
- Веци Портио
- Виланова д'Албенга
- Гарленда
- Дего
- Дзукарело
- Джузвала
- Джустениче
- Ерли
- Кайро Монтеноте
- Казанова Лероне
- Каличе Лигуре
- Калицано
- Каркаре
- Кастелбианко
- Кастелвекио ди Рока Барбена
- Косерия
- Куилиано
- Лайгуеля
- Лоано
- Мальоло
- Маларе
- Масимино
- Милезимо
- Миоля
- Муриалдо
- Назино
- Ноли
- Озиля
- Онцо
- Орко Фелино
- Ортоверо
- Паларе
- Пиана Криксия
- Пиетра Лигуре
- Плодио
- Понтинвреа
- Риалто
- Рокавиняле
- Сасело
- Споторно
- Стеланело
- Стела
- Тестико
- Тово Сан Джакомо
- Тойрано
- Урбе
- Финале Лигуре
- Челе Лигуре
- Ченджо
- Чериале
- Чизано сул Нева